# Теорія Годжа
Теорія Годжа займається вивченням диференціальних форм на гладких многовидах. Більш конкретно, ця теорія вивчає, яким чином узагальнений лапласіан, асоційований з ріманової метрикою на многовиді M, впливає на його групи когомологій з дійсними коефіцієнтами.
Ця теорія була розроблена Вільямом Годжем в 1930-х роках як узагальнення когомологій де Рама. У ранніх роботах многовид M передбачався замкнутим (тобто компактним і без краю).